# Ilja Glazunov

Glazunov 2010.

Ilja Glazunov (Илья Глазунов), född 10 juni 1930 i Leningrad, död 9 juli 2017 i Moskva, var en rysk konstnär. Han målade främst historiska och religiösa motiv. Hans kristendom och ryska nationalism gjorde honom kontroversiell under sovjettiden, men han hade även beundrare bland högt uppsatta byråkrater.
Han innehade titeln som Folkets konstnär i Ryssland och var rektor för Ryska akademin för måleri, skulptur och arkitektur i Moskva.
Asteroiden 3616 Glazunov, upptäckt 1984 av Ljudmila Zjuravljova, är uppkallad efter honom.